# Molnár Lajos (földhitelintézeti becslő)
Molnár Lajos (Réti, 1837. június 2. – Bécs, 1924. március?) tanár, földhitelintézeti becslő, gazdasági író.

## Életútja
Molnár Gábor réti prédikátor és Farkas Jozefa fia. 1868-1873-ban rendes tanár volt a debreceni földmíves iskolában és 1871-ben átvette mint igazgató az intézeti gazdaság kezelését ugyanott. 1875. augusztus 25-én áthelyezték Kolozsmonostorra; ekkor lemondott és 1876-ban gazdasági vándortanító lett Komárom megyében 1878-ig. Ezután jelzálog- és földhitelintézeti becslőként dolgozott Budapesten. Számos közgazdasági cikket írt szaklapokba. Szerkesztette és kiadta a Haladó Gazdát 1877-78-ban Komáromban, a városban működött mint gazdasági vándortanár. 87 éves korában hunyt el Bécsben. Kívánságának megfelelően elhamvasztották, majd a micskei (Strebersdorf) református temetőben helyezték nyugalomra.

## Írásai
Cikkei a Gazdasági Lapokban (1859. Háromszoros repcze-, répa- és kukuricza-sorvetőgép bádogszelenczés szerkezettel, 1866. Állatbiztosítás, Gazdálkodásunk némely hiányai, Néhány szó létesítendő gazdasági tanintézeteink érdekében, Előkészületek a nyárra, A trágya elméletileg és gyakorlatilag véve, Vidéki hang a földműves iskolák érdekében, 1868. Ismét a gazdasági tanintézetek érdekében, Valami a Tiszavidéki gazdálkodás nehézségeiről, A vegytani kisérleti állomások felállításának kérdéséhez, 1869. Kirándulás Bihar-Diószegre, Egyszerű mód a talaj megvizsgálására, A Petersen-féle rétöntözés, ábrákkal, 1870. A tyúkfélék mint rovarpusztítók. 1871. Nyilt levél Keblovszky Antal úrhoz a belyei uradalom felügyelőjéhez, Azokhoz a kik fiaikat, gyámnokaikat sat. a debreczeni földmíves iskolába küldik, Miként áll a jövedelem az itthon usztatott és gyárilag mosott gyapjú után? 1873. Az új év kezdetén, Az 1872. burgonya- és árpa-kisérlet a debreczeni m. kir. gazd. tanintézet kisérleti telkén, 1874. A Rapp- és Speiser-féle sorvetőgép és a vetőmag kimélés, Valami a kaszáló- és arató-gépekről, gyakorlati szempontból, Állandó gazdasági gép- és eszközkiállítás Debreczenben sat.); az Egyesületi Közleményekben (1870. A debreczeni gazd. egyesület); a Gyakorlati Mezőgazdában (1874. Egy kis statisztika s a gazdasági tanügy); a Falusi Gazdában (1874. Mit csinálnék én, ha a faluban az első gazda volnék); a Földmivel. Érdekeinkben (1874. Az Arnoldi-féle gyümölcsminták, Valami a kaszáló- és aratógépekről gyakorlati szempontból, Mibe kerül egy hold kaszálás vagy aratás géppel, Levél a szerkesztőhöz Debreczenből) sat.

## Munkája
- Audiatur et altera pars! Békessy László úrnak ajánlva. Debreczen, 1875. decz.